# Aeroportul Hanzhong Chenggu
Aeroportul Hanzhong Chenggu (IATA: HZG, ICAO: ZLHZ) este un aeroport din Chenggu County⁠(d), Hanzhong⁠(d), Shaanxi, Republica Populară Chineză ce deservește zona Hanzhong⁠(d). Aeroportul a fost tranzitat în 2022 de 239.877 de pasageri. A fost deschis în 13 august 2014 și numit după zona deservită.
aeroportul dispune de o singură pistă.